# Igor Hinić
Igor Hinić (ur. 4 grudnia 1975 w Rijece) – chorwacki piłkarz wodny, zdobywca dwóch medali olimpijskich - złotego w Londynie i srebrnego w Atlancie oraz uczestnik Igrzysk Olimpijskich w Sydney, Atenach i Pekinie.